# 高松聡
高松 聡（たかまつ さとし、男性、1963年5月5日 ）は、日本のクリエイティブディレクター。
クリエイティブエージェンシーGROUND元代表、現在SPACE TRAVEL, SPACE FILMS代表。

## 来歴
栃木県に生まれる。筑波大学（基礎工学類）を卒業。在学中の1983年に宇宙開発事業団が公募した最初の日本人宇宙飛行士を志すが、応募条件（裸眼視力）を満たすことができず断念。1986年に電通に入社。

### 電通時代
電通入社時、営業局に配属される。2001年には、世界初の宇宙ロケCM（大塚製薬ポカリスエット）を企画制作し、TCC新人賞を受賞。2002年にはFIFA ワールドカップ・パブリックビューイング・イン・東京を企画、実行委員長を務めた。国立競技場で日本代表戦をスクリーン観戦するこのイベントは、世界初のFIFA公認の有料パブリックビューイングであった。この仕事でカンヌ広告賞金賞を受賞した。2002年にクリエイティブ局へ異動し、日清カップヌードルNO BORDERなどを企画。

### クリエイティブディレクターとして
2005年、電通を退社してクリエーティブエージェンシーGROUNDを設立。日清カップヌードル「FREEDOM」では23世紀の月を舞台にしたアニメーションシリーズを企画した。2009年から2010年にはユニクロでヒートテック、UT、UJのクリエイティブディレクターを担当した。2011年にはauの「Android au」シリーズで嵐出演のCMを1日で60種類放送。またauのデザインプロジェクトとしてiidaブランドのクリエイティブディレクターを務めた。
2012年にはAKB48グループ全メンバーが同時にGoogle+を始める「AKB48 on Google+」を企画した。国際広告賞の審査員を多数歴任し、読売広告賞の審査員 でもある。
2014年、"広告クリエイター"としての引退を自身のfacebookやGoogle+にて発表 した。2014年東京都現代美術館の企画展に参加。後述する宇宙飛行士の訓練終了後、約5年の沈黙を経て2020年からアーティストとしての活動を再開している。

### 宇宙飛行士への挑戦
2015年1月7日に「民間人として日本人初のISS搭乗宙飛行士」として訓練に入ることを発表 した。ソユーズTMA-18MでISSに搭乗を予定していたサラ・ブライトマンのバックアップ・クルーとして、宇宙飛行に向けた訓練に入った。
2015年5月、ブライトマンが家庭の事情により宇宙飛行を延期することを発表したことにより、バックアップ・クルーの高松が搭乗する可能性があった。
2015年6月22日、宇宙旅行会社のスペース・アドベンチャーズとISSへの宇宙飛行契約を結んだ。打上げ時期は未定だが、2015年時点では今後2年から4年の間の見込みとされていた。宇宙飛行に向けた準備が必要であるため、より将来の飛行機会を待つことを決定したという。しかし、その後、2020年9月24日に自身のfacebookアカウントで、「しかしある事件が起き、『星の街』での卒業証書には宇宙飛行士という言葉は書かれていなかった」と明かし、同年開催した個展のウェブサイトにおいては、訓練は満了したがブライトマンが飛行を辞退したことで高松は「バックアップクルー」という立場を失い、宇宙飛行士認定を受けられなかったとしている。
結局、2021年12月にISSに飛行・滞在した前澤友作と平野陽三が、「民間人として日本人初のISS搭乗者」となった。

## 主な仕事
- スカイパーフェクトTV！「パブリック・ビューイング・イン東京」
- アディダス「IMPOSSIBLE IS NOTHING」
- NTTレゾナント「教えて！goo」
- 日清カップヌードル「NO BORDER」「FREEDOM」「REAL」
- オリンパスイメージング「OLYMPUS PEN」
- ユニクロ「UT」「HEATTECH」「UJ」
- KDDI「iida」「Android au」
- Google「AKB48 on Google+」

## 主な受賞歴
- 2003年「パブリック・ビューイング・イン東京」でカンヌ国際広告祭（現：カンヌライオンズ 国際クリエイティビティ・フェスティバル）メディアライオン金賞
- クリオ賞 [8] （2004年銀賞 2006年グランプリ 2007年銀賞)
- アドフェスト[9] (2005年銀賞 2007年グランプリ 2008年グランプリ）
- NY ADC賞[10] ハイブリッド部門 金賞 (2006年金賞）